# 1656 год в науке

## Открытия и научные достижения
- Христиан Гюйгенс впервые обнаружил светлые туманности.
- Христиан Гюйгенс открыл, что кольца Сатурна состоят из камней.
- Христиан Гюйгенс изобрёл маятниковые часы.
- Михал Бойм опубликовал в Вене книгу Flora Sinensis, о растительном мире Китая.

## Родились
- 29 октября — Эдмонд Галлей, английский королевский астроном, геофизик, математик, метеоролог и физик.
- Чарльз Давенант — английский экономист, представитель меркантилистского направления в экономической науке.

## Скончались
- Гелениус, Эгидий — немецкий историк